# 1599

## Esdeveniments

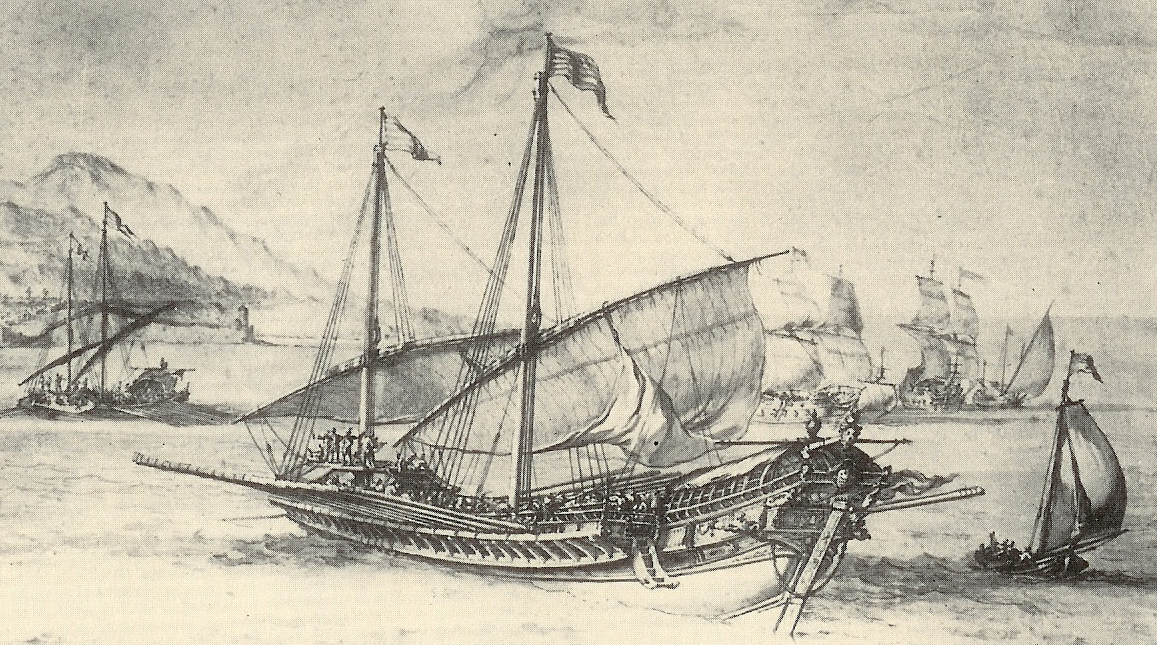
Presentació d'una galera a la rada de Marsella

- A les corts d'aquest any s'autoritza la Generalitat de Catalunya a disposar de quatre galeres per a la defensa de les costes catalanes i al proveïment del país. Malgrat l'entusiasme de la població, que imaginava una renaixença de l'antiga i gloriosa marina catalana, les naus trigarien set i vuit anys en ser varades i beneïdes. La Sant Jordi, galera capitana, i la Sant Maurici (anomenada també la Mauricia), galera patrona, ho foren el 3 de juliol del 1607 amb gran solemnitat, tot i que ni el Virrei ni els consellers de la ciutat hi assistiren i galeres espanyoles que es trobaven fondejades al port de Barcelona es feren a la mar fins passat el Llobregat per tal de no retre homenatge les de la Generalitat. La Sant Sebastià i la Sant Ramon (o Ramona) van ser-ho el 15 de juliol de 1608.[1]

- El municipi de Cardedeu, a la comarca del Vallès Oriental, s'independitza de Vilamajor

## Naixements
- 25 d'abril, Huntingdon, Anglaterra: Oliver Cromwell, estadista anglès (m. 1658).[2]

- 23 de setembre, Hasselt (Principat de Lieja), Joannes Mantelius, monjo agustí, historiador, compositor
- 6 de Juny, Sevilla, bateig de Diego Velázquez primer cop que es té constància sobre el seu naixement.

## Necrològiques
Països Catalans
- Rafael d'Oms, 72è President de la Generalitat de Catalunya.

Resta del món
- 8 de novembre, Sevilla (Espanya), Francisco Guerrero, compositor espanyol (n. 1528).

.